# LQ Большой Медведицы
LQ Большой Медведицы (лат. LQ Ursae Majoris) — одиночная переменная звезда в созвездии Большой Медведицы на расстоянии (вычисленном из значения параллакса) приблизительно 84716 световых лет (около 25974 парсеков) от Солнца. Видимая звёздная величина звезды — от +14,5m до +13,6m.

## Характеристики
LQ Большой Медведицы — пульсирующая медленная неправильная переменная звезда (LB:).